# Сзеп, Джейсон
Джейсон Сзеп (англ. Jason Szep) — американский репортёр, большую часть своей карьеры проработавший в Reuters, лауреат Пулитцеровской премии за международный репортаж 2014 года.

## Биография
Джейсон Сзеп родился в Бостоне, в семье двукратного лауреата Пулитцеровской премии и главного редактора-карикатуриста Boston Globe Пола Сзепа. Юноша окончил Колледж-Иннис, где изучал литературу и писал для газеты The Varsity. Ещё во время учёбы он устроился штатным репортёром в канадский Reuters в 1989 году. Сзеп не закончил обучение, не набрав полутора баллов для получения диплома, и сосредоточился на журналистской карьере. В течение двух декад с 1990-го он работал поочерёдно репортёром, директором региональных филиалов и редактором Reuters. Так, он писал из Торонто, Сиднея, Гонконга, Сингапура, Токио, Бостона, Кабула, Афганистана и Пакистана. Он освещал избирательные кампании в США во время президентских выборов 2008 года.
Репортажи корреспондента о жестоких преследованиях мусульманского меньшинства в Мьянме, написанные совместно с Эндрю Маршаллом в 2013-м, были удостоены Пулитцеровской премии за международный репортаж годом позднее. На тот момент Сзеп занимал пост начальника бюро Reuters в Юго-Восточной Азии и курировал работу корреспондентов в десяти странах. В 2015 году он занял пост редактора Reuters в Вашингтоне. Кроме того, по ходу своей карьеры он писал для Daily Star, Fiscal Times и других изданий, его материалы для Reuters перепечатывали Всемирный экономический форум и другие платформы.

## Награды
В 2007 году он выиграл Премию журналистского сообщества Sigma Delta Chi за серию статей о мормонизме в США. Позднее он также был удостоен Премии Эдгара Аллана По, Награды Осборна Эллиотта от Азиатского общества за выдающиеся достижения в области журналистики. После награждения Пулитцеровской премией журналист дважды (в 2016 и 2017 годах) входил в состав её жюри.